# Major Róbert
Major Róbert (Budapest, VII.kerület, 1896. július 28. – Budapest, 1985. május 1.) közgazdasági és politikai író, újságíró, Major Ervin (1901–1967) zenetörténész, zeneszerző bátyja.

## Élete
Major J. Gyula (1858–1925) zeneszerző és Glücklich Ida (1868–1934) tanárnő gyermekeként született. A Magyar Királyi Tanárképző-Intézeti Gyakorló-Főgimnáziumban érettségizett jeles eredménnyel. Apját követve beiratkozott a Zeneakadémia zeneszerzés szakára, ahol Kodály Zoltán és Herzfeld Viktor növendéke lett. Számos hangversenyen lépett fel és zongorakísérőként is működött. Tanulmányait 1914-től a Pázmány Péter Tudományegyetem Bölcsészettudományi Karán folytatta magyar, német és történelem szakon, s emellett az Eötvös József Collegium ösztöndíjasa volt. Professzorai között tudhatta Alexander Bernátot, Domanovszky Sándort, Négyesy Lászlót és Marczali Henriket. Részt vett a Galilei Kör munkájában, s Jászi Oszkár radikális pártjában az ifjúsági csoport elnökévé választották. 1915 májusában tüzérönkéntesként a frontra került Zemplén Győző parancsnoksága alá, és mint tüzérhadnagy szolgált az olasz és az orosz harctéren. A tanári diplomája megszerzése után rövid ideig tanítással foglalkozott, majd a Pénzintézeti Tisztviselők Országos Egyesületében vállalt munkát. Az 1920-as évek végétől az Országos Társadalombiztosító Intézetben dolgozott. 1926-tól a Századunk munkatársa lett, s politikai, közgazdasági kritikákat, illetve könyvismertetéseket közölt a lapban. A Vámbéry Rusztem polgári radikális újságíróhoz fűződő kapcsolata felkeltette a rendőrség figyelmét, s ennek következtében az OTI vidéki kirendeltségeihez, Szolnokra, később Miskolcra helyezték. Annak érdekében, hogy visszatérhessen a fővárosba, nyugdíjazását kérte. Időközben publikált a Népszava, a Szocializmus, a Szép Szó, a Jelenkor és a Magyar Fórum című lapokban is, legtöbbször Máthé Rezső vagy Minor Róbert álneveken. A Közgazdasági Szemlében és a Független Magyarországban külön rovatot kapott. Az 1930-as években szoros kapcsolatba került az ellenzéki Kisgazdapárt vezetőivel, köztük Mihályfi Ernővel és Oltványi Imrével, s később a párthoz is csatlakozott.
A második világháború után kinevezték a Magyar Közgazdasági Társaság igazgatójává, illetve a Kis Újság című lapot szerkesztette. 1946 nyarától a Közgazdaság koalíciós szerkesztő bizottságában a Kisgazdapárt reprezentánsa volt. Az Igazságügyi Minisztérium miniszteri tanácsosaként tanulmányokat készített a háborús és népellenes bűnökkel vádolt személyek népbírósági pereihez. 1946-ban nőül vette dr. Kaiser Júliát, akivel 1947-ben elhagyta Magyarországot és Rómában telepedett le. Négy évvel később New Yorkba költöztek, ahol felesége a New York Public Library főkönyvtárosa lett, míg ő magyar és angol nyelvű napilapokban és folyóiratokban közölte írásait közgazdasági és politikai témakörökben. Munkatársa volt a müncheni Látóhatárnak és több emigráns lapnak. 1975-től Bécsben élt, ahonnan amerikai lapoknak, köztük a New York-i Jewish Currentsnek (több tanulmány a holokausztról), az Amerikai Magyar Szónak, s olykor osztrák újságoknak is dolgozott, többnyire Peregrinus álnéven. A Magyar Nemzetben is jelentek meg írásai Máthé Rezső néven. Évente többször hazalátogatott Magyarországra, s egy alkalommal a Magyarok Világszövetsége aranyéremmel tüntette ki.
Első felesége Barabás Zsuzsanna Terézia (1904–?) volt, Barabás Péter kereskedő és Radó Alice lánya, akivel 1931. október 22-én Budapesten, az Erzsébetvárosban kötött házasságot.
A Kozma utcai izraelita temetőben nyugszik (17-10-5).

## Főbb művei
- A közüzemek árpolitikája (Kecskemét, 1934)
- Két világháború között : huszonegy év gazdasági és társadalomtörténete (Budapest, 1941)
- A világgazdaság kis enciklopédiája (Budapest, 1941, 2. kiadás: Budapest, 1945)
- Short History of the Industrial Workers and Trade Unions in Postwar Hungary (Washington, 1953)
- The churches and the Jews in Hungary (Chicago, 1966)
- 25 év ellenforradalmi sajtója : 1919-1944 (Budapest, 1945, 2. kiadás: Magyar Zsidók Világszövetsége, New York, 1972)